# کوشتیی
کوشتیی (به صربی: Kuštilj) یک منطقهٔ مسکونی در صربستان است که در Vršac municipality واقع شده‌است. کوشتیی ۶۶۴ نفر جمعیت دارد و ۷۴ متر بالاتر از سطح دریا واقع شده‌است.